# Dedë Malaj
Dedë Malaj (ur. 16 listopada 1917 we wsi Mali Kolaj, zm. 12 maja 1959 w Szkodrze) – albański duchowny katolicki, więzień sumienia, błogosławiony Kościoła katolickiego.

## Życiorys
Syn Keqa i Luli. Po ukończeniu szkoły podstawowej w Szkodrze, naukę kontynuował w gimnazjum jezuickim (jednym z jego nauczycieli był ks. Alfons Tracki). Studia teologiczne i filozoficzne odbył w Rzymie. Tam też 20 grudnia 1942 został wyświęcony na księdza. Po powrocie do Albanii pracował jako proboszcz w parafiach Obot, Samrisht, Velipoja i Dajç nad Buną. Kiedy pracował w parafii Dajç został zadenuncjowany przez gospodynię pracującą na plebanii jako przeciwnik podporządkowania Kościoła katolickiego państwu komunistycznemu. 7 listopada 1958 został aresztowany przez funkcjonariuszy Sigurimi wraz z ks. Konradem Gjolajem. Obaj zostali oskarżeni o działalność szpiegowską na rzecz Jugosławii. 27 kwietnia 1959 Sąd Okręgowy w Szkodrze pod przewodnictwem gen. Hilmi Seiti skazał Dedë Malaja na karę śmierci przez rozstrzelanie. Wyrok wykonano 12 maja w pobliżu Jeziora Szkoderskiego. Konrad Gjolaj przekazał ostatnie słowa Malaja przed egzekucją: Jestem dumny, że będę zginę jako ksiądz katolicki, dla Albanii i dla mojej wiary katolickiej. ... Przykro mi z powodu mojej małej siostrzenicy, który pozostanie bez opieki.
Malaj znajduje się w gronie 38 Albańczyków, którzy 5 listopada 2016 w Szkodrze zostali ogłoszeni błogosławionymi. Beatyfikacja duchownych, którzy zginęli "in odium fidei" została zaaprobowana przez papieża Franciszka 26 kwietnia 2016.